# Za wolność narodową
Za wolność narodową (ros. За национальную свободу) – kolaboracyjny organ prasowy Legionu Tatarów Nadwołżańskich pod koniec II wojny światowej
Pismo było publikowane od lipca 1944 r. w Poczdamie do lutego 1945 r. Przeznaczono je dla Czuwaszy, Maryjczyków, Mordwińców i Udmurtów służących w batalionach Legionu Tatarów Nadwołżańskich. Miało 4 strony. Artykuły na pierwszych 2 stronach były pisane po rosyjsku, zaś na następnych w językach narodów Powołża. Funkcję redaktora naczelnego pełnił Czuwasz Fiodor Pajmuk, występujący pod pseudonimem „F. Pułod”.